# بيت محيي (مبين)

تعديل مصدري - تعديل

بيت محيي هي إحدى قرى عزلة الجبر بمديرية مبين التابعة لمحافظة حجة، بلغ تعداد سكانها 132 نسمة حسب تعداد اليمن لعام 2004.